# 8274 Soejima
8274 Soejima este un asteroid din centura principală de asteroizi.

## Descriere
8274 Soejima este un asteroid din centura principală de asteroizi. A fost descoperit pe 15 octombrie 1990 la Kitami de Kin Endate și Kazuro Watanabe. El prezintă o orbită caracterizată de o semiaxă mare de 2,27 ua, o excentricitate de 0,20 și o înclinație de 3,7° în raport cu ecliptica.